# 死相
死相（しそう）とは、
1. 死に近づいた時の相、顔つきのこと。
2. 死んだ後、つまり死者の顔つき、死に顔のこと。

## 仏教
仏教では、小大乗問わず、人の死相を験（しる）して、善悪の生処を知ることが通説となっている。
『大智度論』に「悪業人風大先去故身動。火大先去故身熱。善行人地大先去故身静。水大先去故身冷」とある。また『諸経要集』19には、瑜伽論に依って未来世へ赴く死相として6つの験（現証）を説いている。
1. 験生人中、もし作善の人、将に死せんとする時、まず足より冷えて臍（へそ）に至り、臍の上猶温にして後に気尽くるは即ち人中に生ず
2. 験生天上、もし作善の人、頭頂皆温にして而して後気尽くる者は即ち天上に生ず
3. 験生餓鬼、もし頂より冷えて臍に至り、腰下猶温にして而して後気尽くる者は即ち餓鬼の中に生ず
4. 験生畜生、もし頂より冷えて膝に至り、膝下猶温にして而して後気尽くる者は即ち蓄趣の中に生ず
5. 験生地獄、もし頂より冷えて足に至り、足底猶温にして而して後気尽くる者は即ち地獄の中に生ず
6. 験生涅槃、もし羅漢聖人涅槃に入るは或は心、或は頂数日皆温なる者是なり

また『唯識論』3には「叉将死時。由善悪業下上身分冷触漸起」とあり、その他『倶舎論』10などにも、臨終の相を説いている。